# 小行星16946
小行星16946（16946 Farnham）是一颗绕太阳运转的小行星，为主小行星带小行星。该小行星于1998年4月25日发现。

## 轨道参数
小行星16946的轨道半长轴为2.3843941 UA，离心率为0.143。